# Jobsbo
Jobsbo är en bebyggelse i Vänge socken i Uppsala kommun, Uppland. Vid SCB:s ortsavgränsning 2020 avgränsades här en småort.